# Janez Istenič
Janez Istenič, slovenski agronom, vinogradniški in vinarski strokovnjak, * 23. december 1940, Ljubljana.

## Življenje in delo
Starša sta se v Ljubljano, v večstanovanjsko železniško hišo v bližino današnjih Ljubljanskih mlekarn, priselila iz Logatca. Oče je bil železničar, mama gospodinja. Janez je bil drugi izmed treh otrok (starejša sestra in mlajši brat). Diplomiral je 28. 12. 1963 na ljubljanski Biotehniški fakulteti in prav tam 1988 tudi magistriral. Strokovno se je izpopolnjeval v  Franciji (1968/1969) s podporo prvega delodajalca Slovenijavino in po vrnitvi na Bizeljskem, kjer je imel vinograd že tast, kupil lasten vinograd ter pričel omejeno pridelavo penin. Od 15. 1. 1964 do 1989 je bil zaposlen v Slovenijavinu oziroma v Slovinu v Ljubljani, kjer je bil v letih 1967−1978 glavni enolog, nato pa je dve leti vodil komercialo Slovin commerce; služboval je tudi v Nemčiji, saj je bil tam štiri leta zastopnik za jugoslovanska vina pri podružnici beograjskega Genexa; s tem je pomembno prispeval k uveljavitvi naših vin na tujih trgih. 1989−1993 je iz Slovenije delal za nemško podjetje Racke, pri katerem je skrbel za pripravo in kakovost znamke rdečih vin Amselfelder, nabavo vin po Franciji, Italiji in Nemčiji ter sodeloval pri pridelavi penin v dveh Rackejevih kleteh v Nemčiji in Šampanji. Je tudi mednarodni degustator, med drugim pa je bil v letih 1982−1986 jugoslovanski predstavnik pri Mednarodni vinski organizaciji. Leta 1993 je postal zasebni vinogradnik v Stari vasi na Bizeljskem in je tu kot prvi zasebnik po 2. svetovni vojni v Sloveniji z lastno blagovno znamko začel proizvajati penino. Zgodovina penin Istenič, sega v davno leto 1968, ko je Janez Istenič izdelal svojo prvo steklenico penine v Stari vasi na Bizeljskem in jo poimenoval po svoji hčerki Barbari, ki je bila rojena istega leta. 
V mladosti se je ukvarjal s športom. Kot izjemno nadarjen vratar je opozoril pri NK Ljubljana. Kot edini Slovenece izbran v jugoslovansko mladinsko reprezentanco (priprave v Beogradu so se začele 14. 1. 1967) in konec januarja 1967 igral proti Angliji na Stamford Bridgeu (2 : 2).  Pri 17 letih je postal vratar pri NK Odred (danes Olimpija), kasneje je branil še za Krim, in znova za Olimpijo in Ljubljano. Nogomet je opustil ob odhodu na izpopolnjevanje v Franciji leta 1968. Zadnjo tekmo je igral pri 28 letih. 
Leta 2018 je izdal biografijo 'Zgodba o vrhunskem športniku in vinarski legendi', ki jo je napisal novinar Marjan Fortin.